# Iagttagelser over Vextriget i Marokko
Iagttagelser over Vextriget i Marokko (abreviado Iagttag. Vextrig. Marokko) es un libro ilustrado y con descripciones botánicas que fue escrito por el botánico, algólogo y explorador danés Peder Kofod Anker Schousboe. Fue publicado en el año 1800.